# Иссык-Кульский округ
Иссык-Кульский округ — единица административного деления Киргизской ССР, существовавшая в 1938—1939 годах. Административный центр — город Каракол.
Округ образован 26 февраля 1938 года в составе Киргизской ССР.
Делился на 5 районов:
- Джетыогузовский (центр — кишлак Сару)
- Иссык-Кульский (центр — с. Сазановка (теперь Ананьево))
- Каракольский
- Тонский (центр — с. Кунчигыш)
- Тюпский

Также в состав округа входили 1 город окружного подчинения (Каракол). Районы делились на 78 сельсоветов
21 ноября 1939 года преобразован в Иссык-Кульскую область.